# Ливингстън (Монтана)
Вижте пояснителната страница за други значения на Ливингстън.
Ливингстън (на английски: Livingston) е град в окръг Парк, щата Монтана, САЩ. Ливингстън е с население от 7529 жители (2017) и обща площ от 6,8 km². Намира се на 1372 m надморска височина. ЗИП кодът му е 59047, а телефонният му код е 406.